# 基尔维莱尔
基尔维莱尔（法語：Kirrwiller，法語發音：[kiʁvilɛʁ]）是法国下莱茵省的一个市镇，属于萨韦尔讷区。

## 地理
基尔维莱尔（48°48'50"N, 7°31'49"E）面积4.89 平方千米，位于法国大東部大區下莱茵省，该省份为法国大陆部分最东部的省份，是阿尔萨斯的一部分，今与上莱茵省组成了阿尔萨斯欧洲集体，其南至上莱茵省，西南接孚日省和默尔特-摩泽尔省，西接摩泽尔省，北与德国接壤。
与基尔维莱尔接壤的市镇（或旧市镇、城区）包括：博塞尔索桑、布克斯维莱尔、伊瑟瑙森、奥伯莫登-楚岑多夫、林根多夫。

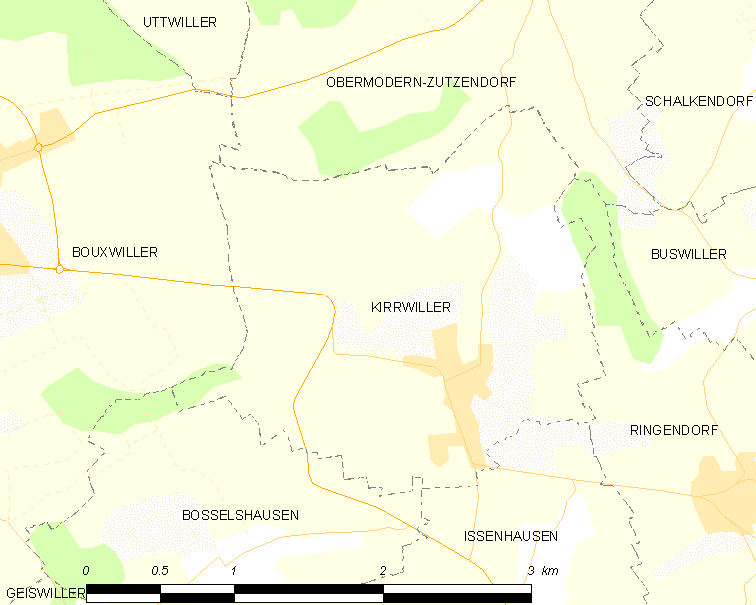
基尔维莱尔的OSM定位图

基尔维莱尔的时区为UTC+01:00、UTC+02:00（夏令时）。

## 行政
基尔维莱尔的邮政编码为67330，INSEE市镇编码为67242。

## 政治
基尔维莱尔所属的省级选区为布克斯维莱尔县。

## 人口

1962-2008年间基尔维莱尔人口变化图示

基尔维莱尔于2022年1月1日时的人口数量为535人。